# Thyasira dunbari
Thyasira dunbari is een tweekleppigensoort uit de familie van de Thyasiridae. De wetenschappelijke naam van de soort is voor het eerst geldig gepubliceerd in 1976 door Lubinsky.